# 大滝第一トンネル
大滝第一トンネル（おおたきだいいちトンネル）と大滝第二トンネル（おおたきだいにトンネル）は、別のトンネルであるが便宜上同じ項目で記述する。

## 大滝第一トンネル
大滝第一トンネルは、福島県福島市飯坂町中野にある国道13号栗子道路のトンネル。
栗子道路下り4つ目のトンネル。

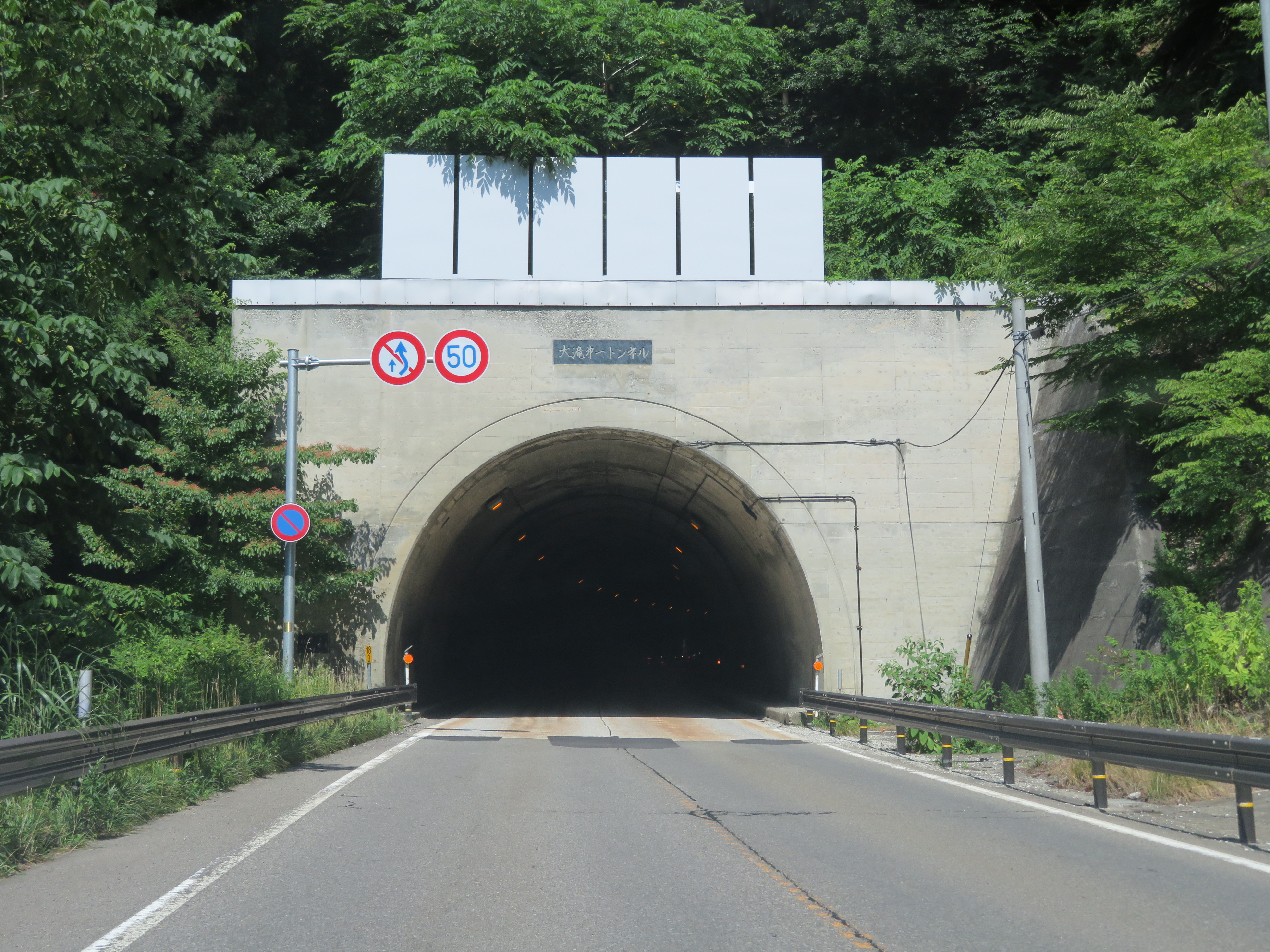
大滝第一トンネル

1965年（昭和40年）1月竣工、全長200 m。トンネル内は半径600 mのカーブトンネルになっている。
このトンネルに平行して東北中央自動車道の大滝トンネルがある。

## 大滝第二トンネル
大滝第二トンネルは、福島県福島市飯坂町中野にある国道13号栗子道路のトンネル。
栗子道路下り5つ目のトンネル。

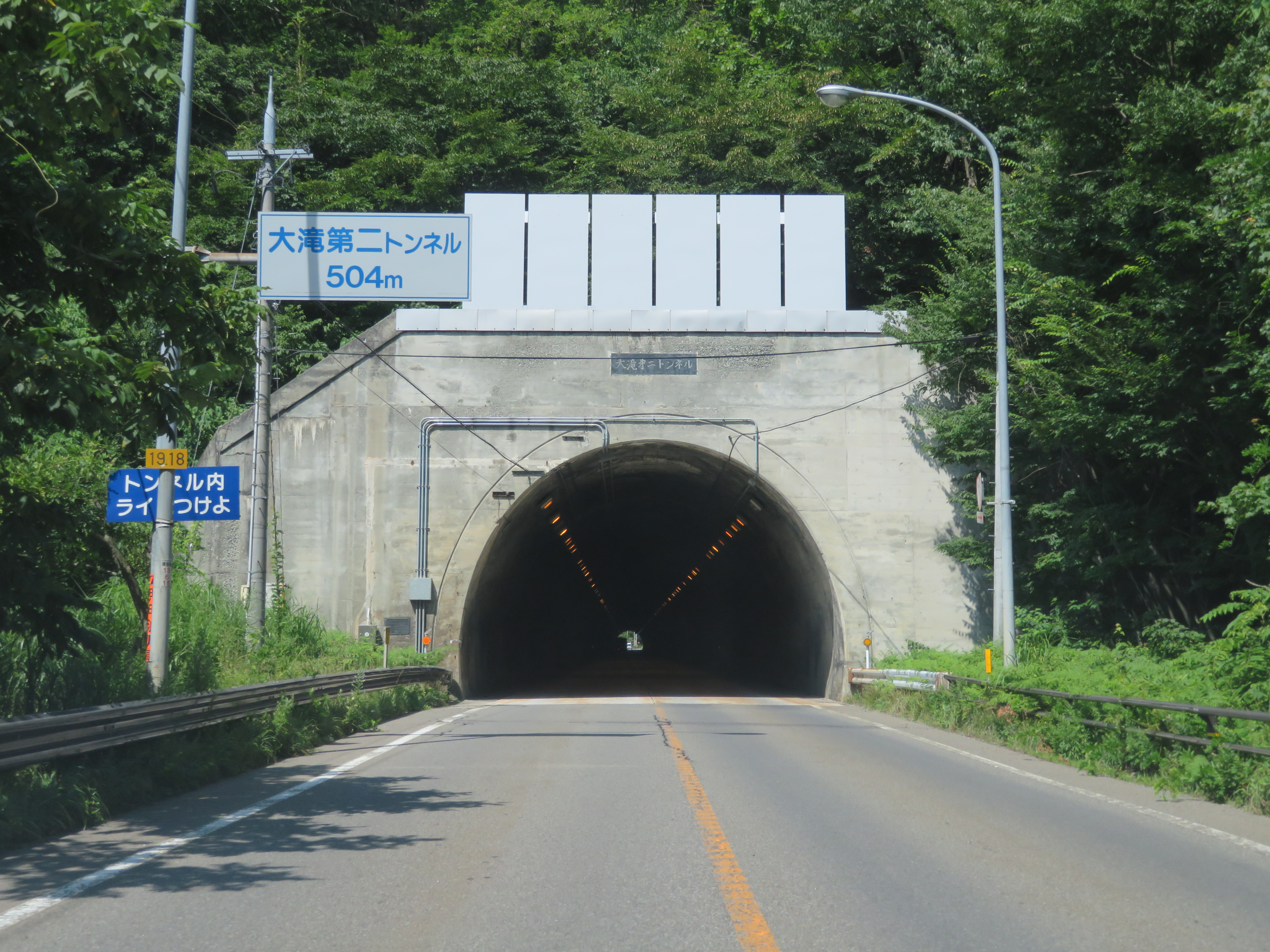
大滝第二トンネル

1963年（昭和38年）3月竣工、全長504 m。トンネル内は直線。
このトンネルを避ける形で大滝宿内の旧国道に向かう道が分岐している。旧国道となってからも、見世物小屋があったりとかつては観光地として繁栄していた。現在は飲食店が営業をしているが、ほとんどが廃墟と化している。
このトンネルのすぐ北側に東北中央自動車道の栗子トンネルがある。

## 隣
（福島方面） 中野第二トンネル - 大滝第一トンネル・大滝第二トンネル - 東栗子トンネル （秋田方面）